# Final de la Liga Europa de la UEFA 2018-19
La final de la Liga Europa de la UEFA 2018-19, fue disputada el día 29 de mayo de 2019 en el Estadio Olímpico de Bakú de Bakú, 
Azerbaiyán. Fue la primera vez en la que se enfrentaban dos equipos ingleses de la capital, Londres.

## Finalistas
En  negrita, las finales ganadas.
| Equipos | Finales jugadas anteriormente |
| ------- | ----------------------------- |
| Chelsea | 2012-13.                      |
| Arsenal | 1999-00.                      |

## Sede de la Final
Por primera vez en la historia, la UEFA lanzó un proceso de licitación abierto el 9 de diciembre de 2016 para seleccionar las sedes de las finales de las competiciones de clubes (UEFA Champions League, UEFA Europa League, UEFA Women's Champions League y UEFA Super Cup). Las asociaciones tenían hasta el 27 de enero de 2017 para expresar su interés, y los expedientes de la oferta debían presentarse antes del 6 de junio de 2017.
La UEFA anunció el 3 de febrero de 2017 que seis asociaciones expresaron su interés en ser sede, y confirmó el 7 de junio de 2017 que tres asociaciones presentaron ofertas para la Final de la UEFA Europa League 2019. Las asociaciones que presentaron ofertas fueron Azerbaiyán, con el Estadio Olímpico de la ciudad de Bakú, con una capacidad de 69,870 espectadores; España, con el Estadio Ramón Sánchez Pizjuán, en Sevilla, con una capacidad de 42,500 espectadores; y Turquía, con el Vodafone Park, en Estambul, con una capacidad de 41,903 espectadores.

El informe de evaluación de las ofertas fue publicado por la UEFA el 14 de septiembre de 2017. El 20 de septiembre de 2017, el Comité Ejecutivo de la UEFA seleccionó el Estadio Olímpico de Bakú como sede, mientras que el Vodafone Park fue el elegido para albergar la UEFA Super Cup 2019.
| Azerbaiyán             |                  |                  |                  |
| Ciudad                 | Estadio          |                  |                  |
| Bakú                   | Estadio Olímpico | Estadio Olímpico | Estadio Olímpico |
|                        |                  |                  |                  |
| 69 870 espectadores    |                  |                  |                  |
| Final Liga Europa 2019 |                  |                  |                  |

## Partidos de clasificación para la Final
| GRUPO L       | Pts. | PJ | PG | PE | PP | GF | GC | Dif |
| ------------- | ---- | -- | -- | -- | -- | -- | -- | --- |
| Chelsea       | 16   | 6  | 5  | 1  | 0  | 12 | 3  | 9   |
| BATE Borisov  | 9    | 6  | 3  | 0  | 3  | 9  | 9  | 0   |
| Videoton      | 7    | 6  | 2  | 1  | 3  | 5  | 7  | -2  |
| PAOK Salónica | 3    | 6  | 1  | 0  | 5  | 5  | 12 | -7  |

| GRUPO E              | Pts. | PJ | PG | PE | PP | GF | GC | Dif |
| -------------------- | ---- | -- | -- | -- | -- | -- | -- | --- |
| Arsenal              | 16   | 6  | 5  | 1  | 0  | 12 | 2  | 10  |
| Sporting de Portugal | 13   | 6  | 4  | 1  | 1  | 13 | 3  | 10  |
| Vorskla Poltava      | 3    | 6  | 1  | 0  | 5  | 4  | 13 | -9  |
| Qarabağ              | 3    | 6  | 1  | 0  | 5  | 2  | 13 | -11 |

## Partido

### Ficha
| 1     | POR   | Kepa Arrizabalaga   |     |
| 28    | DEF   | César Azpilicueta   |     |
| 27    | DEF   | Andreas Christensen |     |
| 30    | DEF   | David Luiz          |     |
| 33    | DEF   | Emerson Palmieri    |     |
| 7     | MED   | N'Golo Kanté        |     |
| 5     | MED   | Jorginho            |     |
| 17    | MED   | Mateo Kovačić       | 76' |
| 11    | DEL   | Pedro Rodríguez     | 71' |
| 18    | DEL   | Olivier Giroud      |     |
| 10    | DEL   | Eden Hazard         | 89' |
| D. T. | D. T. | Maurizio Sarri      |     |

| 1     | POR   | Petr Čech                 |     |
| 5     | DEF   | Sokratis Papastathopoulos |     |
| 6     | DEF   | Laurent Koscielny         |     |
| 18    | DEF   | Nacho Monreal             | 66' |
| 15    | MED   | Ainsley Maitland-Niles    |     |
| 11    | MED   | Lucas Torreira            | 66' |
| 34    | MED   | Granit Xhaka              |     |
| 31    | MED   | Sead Kolašinac            |     |
| 10    | MED   | Mesut Özil                | 77' |
| 9     | DEL   | Alexandre Lacazette       |     |
| 14    | DEL   | Pierre-Emerick Aubameyang |     |
| D. T. | D. T. | Unai Emery                |     |

| 22 | Delantero      | Willian           | 71' |
| 8  | Centrocampista | Ross Barkley      | 76' |
| 21 | Defensa        | Davide Zappacosta | 89' |

| 29 | Centrocampista | Mattéo Guendouzi | 66' |
| 17 | Delantero      | Alex Iwobi       | 66' |
| 59 | Centrocampista | Joe Willock      | 77' |

| 46' · 60' · 65' (p) · 72' | Olivier Giroud Pedro Rodríguez Eden Hazard | 1:0 2:0 3:0 4:1 |

| 69' | Alex Iwobi | 3:1 |

| 56' · 68' | Pedro Rodríguez Andreas Christensen |

| Principal  | Gianluca Rocchi    |
| Asistentes | Filippo Melli      |
|            | Lorenzo Manganelli |
| Cuarto     | Daniele Orsato     |

| VAR            | Massimiliano Irrati |
| Asistentes VAR | Marco Guida         |
|                | Szymon Marciniak    |
|                | Paweł Sokolnicki    |

|                    |    |    |
| Tiros              | 14 | 15 |
| Tiros a puerta     | 8  | 2  |
| Faltas             | 14 | 11 |
| Saques de esquina  | 7  | 5  |
| Fueras de juego    | 1  | 3  |
| Posesión del balón | 48 | 52 |

| Alineación inicial |

| 1     | POR   | Kepa Arrizabalaga   |     |
| 28    | DEF   | César Azpilicueta   |     |
| 27    | DEF   | Andreas Christensen |     |
| 30    | DEF   | David Luiz          |     |
| 33    | DEF   | Emerson Palmieri    |     |
| 7     | MED   | N'Golo Kanté        |     |
| 5     | MED   | Jorginho            |     |
| 17    | MED   | Mateo Kovačić       | 76' |
| 11    | DEL   | Pedro Rodríguez     | 71' |
| 18    | DEL   | Olivier Giroud      |     |
| 10    | DEL   | Eden Hazard         | 89' |
| D. T. | D. T. | Maurizio Sarri      |     |

| 1     | POR   | Petr Čech                 |     |
| 5     | DEF   | Sokratis Papastathopoulos |     |
| 6     | DEF   | Laurent Koscielny         |     |
| 18    | DEF   | Nacho Monreal             | 66' |
| 15    | MED   | Ainsley Maitland-Niles    |     |
| 11    | MED   | Lucas Torreira            | 66' |
| 34    | MED   | Granit Xhaka              |     |
| 31    | MED   | Sead Kolašinac            |     |
| 10    | MED   | Mesut Özil                | 77' |
| 9     | DEL   | Alexandre Lacazette       |     |
| 14    | DEL   | Pierre-Emerick Aubameyang |     |
| D. T. | D. T. | Unai Emery                |     |

| 22 | Delantero      | Willian           | 71' |
| 8  | Centrocampista | Ross Barkley      | 76' |
| 21 | Defensa        | Davide Zappacosta | 89' |

| 29 | Centrocampista | Mattéo Guendouzi | 66' |
| 17 | Delantero      | Alex Iwobi       | 66' |
| 59 | Centrocampista | Joe Willock      | 77' |

| 46' · 60' · 65' (p) · 72' | Olivier Giroud Pedro Rodríguez Eden Hazard | 1:0 2:0 3:0 4:1 |

| 69' | Alex Iwobi | 3:1 |

| 56' · 68' | Pedro Rodríguez Andreas Christensen |

| Principal  | Gianluca Rocchi    |
| Asistentes | Filippo Melli      |
|            | Lorenzo Manganelli |
| Cuarto     | Daniele Orsato     |

| VAR            | Massimiliano Irrati |
| Asistentes VAR | Marco Guida         |
|                | Szymon Marciniak    |
|                | Paweł Sokolnicki    |

|                    |    |    |
| Tiros              | 14 | 15 |
| Tiros a puerta     | 8  | 2  |
| Faltas             | 14 | 11 |
| Saques de esquina  | 7  | 5  |
| Fueras de juego    | 1  | 3  |
| Posesión del balón | 48 | 52 |

| Alineación inicial |

| 1     | POR   | Kepa Arrizabalaga   |     |
| 28    | DEF   | César Azpilicueta   |     |
| 27    | DEF   | Andreas Christensen |     |
| 30    | DEF   | David Luiz          |     |
| 33    | DEF   | Emerson Palmieri    |     |
| 7     | MED   | N'Golo Kanté        |     |
| 5     | MED   | Jorginho            |     |
| 17    | MED   | Mateo Kovačić       | 76' |
| 11    | DEL   | Pedro Rodríguez     | 71' |
| 18    | DEL   | Olivier Giroud      |     |
| 10    | DEL   | Eden Hazard         | 89' |
| D. T. | D. T. | Maurizio Sarri      |     |

| 1     | POR   | Petr Čech                 |     |
| 5     | DEF   | Sokratis Papastathopoulos |     |
| 6     | DEF   | Laurent Koscielny         |     |
| 18    | DEF   | Nacho Monreal             | 66' |
| 15    | MED   | Ainsley Maitland-Niles    |     |
| 11    | MED   | Lucas Torreira            | 66' |
| 34    | MED   | Granit Xhaka              |     |
| 31    | MED   | Sead Kolašinac            |     |
| 10    | MED   | Mesut Özil                | 77' |
| 9     | DEL   | Alexandre Lacazette       |     |
| 14    | DEL   | Pierre-Emerick Aubameyang |     |
| D. T. | D. T. | Unai Emery                |     |

| 22 | Delantero      | Willian           | 71' |
| 8  | Centrocampista | Ross Barkley      | 76' |
| 21 | Defensa        | Davide Zappacosta | 89' |

| 29 | Centrocampista | Mattéo Guendouzi | 66' |
| 17 | Delantero      | Alex Iwobi       | 66' |
| 59 | Centrocampista | Joe Willock      | 77' |

| 46' · 60' · 65' (p) · 72' | Olivier Giroud Pedro Rodríguez Eden Hazard | 1:0 2:0 3:0 4:1 |

| 69' | Alex Iwobi | 3:1 |

| 56' · 68' | Pedro Rodríguez Andreas Christensen |

| Principal  | Gianluca Rocchi    |
| Asistentes | Filippo Melli      |
|            | Lorenzo Manganelli |
| Cuarto     | Daniele Orsato     |

| VAR            | Massimiliano Irrati |
| Asistentes VAR | Marco Guida         |
|                | Szymon Marciniak    |
|                | Paweł Sokolnicki    |

|                    |    |    |
| Tiros              | 14 | 15 |
| Tiros a puerta     | 8  | 2  |
| Faltas             | 14 | 11 |
| Saques de esquina  | 7  | 5  |
| Fueras de juego    | 1  | 3  |
| Posesión del balón | 48 | 52 |

| Alineación inicial |

| 1     | POR   | Kepa Arrizabalaga   |     |
| 28    | DEF   | César Azpilicueta   |     |
| 27    | DEF   | Andreas Christensen |     |
| 30    | DEF   | David Luiz          |     |
| 33    | DEF   | Emerson Palmieri    |     |
| 7     | MED   | N'Golo Kanté        |     |
| 5     | MED   | Jorginho            |     |
| 17    | MED   | Mateo Kovačić       | 76' |
| 11    | DEL   | Pedro Rodríguez     | 71' |
| 18    | DEL   | Olivier Giroud      |     |
| 10    | DEL   | Eden Hazard         | 89' |
| D. T. | D. T. | Maurizio Sarri      |     |

| 1     | POR   | Petr Čech                 |     |
| 5     | DEF   | Sokratis Papastathopoulos |     |
| 6     | DEF   | Laurent Koscielny         |     |
| 18    | DEF   | Nacho Monreal             | 66' |
| 15    | MED   | Ainsley Maitland-Niles    |     |
| 11    | MED   | Lucas Torreira            | 66' |
| 34    | MED   | Granit Xhaka              |     |
| 31    | MED   | Sead Kolašinac            |     |
| 10    | MED   | Mesut Özil                | 77' |
| 9     | DEL   | Alexandre Lacazette       |     |
| 14    | DEL   | Pierre-Emerick Aubameyang |     |
| D. T. | D. T. | Unai Emery                |     |

| 22 | Delantero      | Willian           | 71' |
| 8  | Centrocampista | Ross Barkley      | 76' |
| 21 | Defensa        | Davide Zappacosta | 89' |

| 29 | Centrocampista | Mattéo Guendouzi | 66' |
| 17 | Delantero      | Alex Iwobi       | 66' |
| 59 | Centrocampista | Joe Willock      | 77' |

| 46' · 60' · 65' (p) · 72' | Olivier Giroud Pedro Rodríguez Eden Hazard | 1:0 2:0 3:0 4:1 |

| 69' | Alex Iwobi | 3:1 |

| 56' · 68' | Pedro Rodríguez Andreas Christensen |

| Principal  | Gianluca Rocchi    |
| Asistentes | Filippo Melli      |
|            | Lorenzo Manganelli |
| Cuarto     | Daniele Orsato     |

| VAR            | Massimiliano Irrati |
| Asistentes VAR | Marco Guida         |
|                | Szymon Marciniak    |
|                | Paweł Sokolnicki    |

|                    |    |    |
| Tiros              | 14 | 15 |
| Tiros a puerta     | 8  | 2  |
| Faltas             | 14 | 11 |
| Saques de esquina  | 7  | 5  |
| Fueras de juego    | 1  | 3  |
| Posesión del balón | 48 | 52 |

| Alineación inicial |

|                               |
| Bandera de España             |
| Campeón Chelsea FC 2.º título |